# Кестелова, Байчила Иркитовна
Байчила Иркитовна Кестелова (1917 год, село Мендур-Соккон — 26 июня 1967 года) — чабан колхоза «Ленинский наказ» Усть-Канского района Горно-Алтайской автономной области. Герой Социалистического Труда (1960).
С 1933 года — чабан колхоза «Ленинский наказ» Усть-Канского района. В 1959 году вырастила в среднем по 129 ягнят от каждой сотни овцематок и настригла в среднем по 69 килограмм шерсти с каждой овцы. Указом Президиума Верховного Совета СССР от 7 марта 1960 года «в ознаменование 50-летия Международного женского дня, за выдающиеся достижения в труде и особо плодотворную общественную деятельность» удостоена звания Героя Социалистического Труда с вручением ордена Ленина и золотой медали «Серп и Молот».
Член КПСС. Избиралась депутатом Усть-Канского районного Совета народных депутатов.
Скончалась в 1967 году.